# Lista odcinków serialu Od zmierzchu do świtu
Poniżej znajduje się lista odcinków serialu telewizyjnego Od zmierzchu do świtu – emitowanego przez amerykańską stację kablową  El Rey Network od 11 marca 2014 roku. W Polsce serial jest emitowany od 23 października 2014 roku przez AXN Black.
| Sezon | Sezon | Odcinki | Oryginalna emisja El Rey Network | Oryginalna emisja El Rey Network | Oryginalna emisja AXN Black | Oryginalna emisja AXN Black | Oryginalna emisja AXN Black |
| Sezon | Sezon | Odcinki | Premiera sezonu                  | Finał sezonu                     | Premiera sezonu             | Finał sezonu                |                             |
| ----- | ----- | ------- | -------------------------------- | -------------------------------- | --------------------------- | --------------------------- | --------------------------- |
|       | 1     | 10      | 11 marca 2014                    | 20 maja 2014                     | 23 października 2014        | 19 grudnia 2014             |                             |
|       | 2     | 13      | 25 sierpnia 2015                 | 27 października 2015             | 7 października 2015         | 2 grudnia 2015              |                             |
|       | 3     | 10      | 6 września 2016.                 | 1 listopada 2016                 | 3 listopada 2016            | 1 grudnia 2016              |                             |

## Sezon 1 (2014)
| Nr | #  | Tytuł               | Reżyseria        | Scenariusz             | Premiera         | Premiera             |
| -- | -- | ------------------- | ---------------- | ---------------------- | ---------------- | -------------------- |
| 1  | 1  | Pilot               | Robert Rodriguez | Robert Rodriguez       | 11 marca 2014    | 23 października 2014 |
| 2  | 2  | Blood Runs Thick    | Robert Rodriguez | Diego Gutierrez        | 18 marca 2014    | 24 października 2014 |
| 3  | 3  | Mistress            | Eduardo Sánchez  | Carlos Coto            | 25 marca 2014    | 31 października 2014 |
| 4  | 4  | Let's Get Ramblin   | Robert Rodriguez | Marcel Rodriguez       | 1 kwietnia 2014  | 7 listopada 2014     |
| 5  | 5  | Self-Contained      | Joe Menendez     | Matt Morgan,Ian Sobel  | 8 kwietnia 2014  | 14 listopada 2014    |
| 6  | 6  | Place of Dead Roads | Dwight Little    | Alvaro Rodriguez       | 15 kwietnia 2014 | 21 listopada 2014    |
| 7  | 7  | Pandemonium         | Robert Rodriguez | Diego Gutierrez        | 29 kwietnia 2014 | 28 listopada 2014    |
| 8  | 8  | La Conquista        | Fede Alvarez     | Marcel Rodriguez       | 6 maja 2014      | 5 grudnia 2014       |
| 9  | 9  | Boxman              | Nick Copus       | Matt Morgan, Ian Sobel | 13 maja 2014     | 12 grudnia 2014      |
| 10 | 10 | The Take            | Dwight Little    | Carlos Coto            | 20 maja 2014     | 19 grudnia 2014      |

## Sezon 2 (2015)
27 marca 2014 roku, stacja kablowa El Rey Network zamówiła 2 sezon serialu.
| Nr | #  | Tytuł                                      | Reżyseria        | Scenariusz                         | Premiera             | Premiera AXN Black.  |
| -- | -- | ------------------------------------------ | ---------------- | ---------------------------------- | -------------------- | -------------------- |
| 11 | 1  | Opening Night                              | Robert Rodriguez | Álvaro Rodríguez                   | 25 sierpnia 2015     | 7 października 2015  |
| 12 | 2  | In a Dark Time                             | Eduardo Sánchez  | Álvaro Rodríguez & Carlos Coto     | 1 września 2015      | 7 października 2015  |
| 13 | 3  | Attack of the 50 Ft. Sex Machine           | Alejandro Burge  | Marcel Rodriguez                   | 8 września 2015      | 14 października 2015 |
| 14 | 4  | The Best Little Horror House in Texas      | Joe Menendez     | Matt Morgan, Ian Sobel             | 15 września 2015     | 21 października 2015 |
| 15 | 5  | Bondage                                    | Joe Menendez     | Luisa Leschin                      | 22 września 2015     | 28 października 2015 |
| 16 | 6  | Bizarre Tales                              | Carlos Coto      | Carlos Coto                        | 29 września 2015     | 4 listopada 2015     |
| 17 | 7  | Bring Me the Head of Santanico Pandemonium | Dwight Little    | Diego Gutierrez                    | 6 października 2015  | 11 listopada 2015    |
| 18 | 8  | The Last Temptation of Richard Gecko       | Eduardo Sánchez  | Álvaro Rodríguez, Marcel Rodriguez | 13 października 2015 | 18 listopada 2015    |
| 19 | 9  | There Will Be Blood                        | Joe Menendez     | Matt Morgan, Ian Sobel             | 20 października 2015 | 25 listopada 2015    |
| 20 | 10 | Santa Sangre                               | Robert Rodriguez | Sarah Wise, Diego Gutierrez        | 27 października 2015 | 2 grudnia 2015       |

## Sezon 3 (2016)
| Nr | #  | Tytuł                | Reżyseria         | Scenariusz             | Premiera             | Premiera          |
| -- | -- | -------------------- | ----------------- | ---------------------- | -------------------- | ----------------- |
| 21 | 1  | Head Games           | Dwight Little     | Carlos Coto            | 6 września 2016      | 3 listopada 2016  |
| 22 | 2  | La Reina             | Robert Rodriguez  | Diego Gutierrez        | 6 września 2016      | 3 listopada 2016  |
| 23 | 3  | Protect and Serve    | Alejandro Brugués | Ian Sobel, Matt Morgan | 13 września 2016     | 10 listopada 2016 |
| 24 | 4  | Fanglorious          | Eagle Egilsson    | Marcel Rodriguez       | 20 września 2016     | 10 listopada 2016 |
| 25 | 5  | Shady Glen           | Eduardo Sanchez   | Sarah Wise             | 27 września 2016     | 17 listopada 2016 |
| 26 | 6  | Straitjacket         | Rebecca Rodriguez | Fernanda Coppel        | 4 października 2016  | 17 listopada 2016 |
| 27 | 7  | La Llorona           | Diego Gutierrez   | Diego Gutierrez        | 11 października 2016 | 24 listopada 2016 |
| 28 | 8  | Rio Sangre           | Eagle Egilsson    | Carlos Coto            | 18 października 2016 | 24 listopada 2016 |
| 29 | 9  | Matanzas             | Joe Menendez      | Marcel Rodriguez       | 25 października 2016 | 1 grudnia 2016    |
| 30 | 10 | Dark Side of the Sun | Joe Menendez      | Ian Sobel, Matt Morgan | 1 listopada 2016     | 1 grudnia 2016    |